# Cú muỗi mỏ quặp Solomons
Cú muỗi mỏ quặp Solomons (danh pháp hai phần: Rigidipenna inexpectata) là một loài chim trong họ Podargidae. Trước năm 2007, nó được coi là phân loài của cú muỗi mỏ quặp cẩm thạch (Podargus ocellatus) với danh pháp Podargus ocellatus inexpectatus.